# Karl Plagge
Karl Plagge  (Darmstadt, Alemania, 10 de julio de 1897 - Darmstadt, 19 de junio de 1957) fue un ingeniero y militar alemán con el grado de mayor perteneciente al Estado mayor del Ejército (Werhmacht),  comandante de la unidad de recuperación mecánica (Heereskraftfahrpark)  HKP 562 localizado en Vilna.
Su fama se debe a su gestión humanitaria por el intento de salvar un millar de vidas judías del exterminio desde el Gueto de Vilna, Lituania durante la Segunda Guerra Mundial.

## Biografía
Plagge nació en Darmstadt en 1897, era hijo de un médico de esa ciudad, quedó huérfano de padre a los 7 años.
Fue voluntario en el Reichswerh y participó como soldado de infantería en la Primera Guerra Mundial a la que sobrevivió. 
Se inscribió en la Universidad Técnica de Darmstadt donde se graduó de licenciado en ciencias de la Ingeniería Mecánica, adicionalmente obtuvo un grado en tecnología en Análisis químico en 1924.
En 1931 se unió al NSDAP o Partido Nazi al sentirse identificado como un patriota idealista con los apostolados de Hitler en relación con el resurgimiento nacional de Alemania; sin embargo no comulgó con las políticas antisemitas de 1935 desde un principio y fue excluido de sus cargos en el partido  por considerársele proclive a fraternizar con masones y judíos.  
En 1939 finalmente se desafilió del partido sin haber pagado una sola contribución monetaria.

### Segunda Guerra Mundial
En 1939 fue reclutado por el ejército como parte de una unidad móvil de recuperación mecánica alcanzando en 1942 el rango de mayor y asimilado al Estado Mayor del Ejército (OKH).
En 1943 fue enviado junto con su equipo a Lituania y asignado como ingeniero-comandante de una unidad de recuperación de blindados y vehículos de la Werhmacht con base en un campo dentro de la ciudad de Vilna   denominado Heereskraftfahrpark HKP 562.  Dicho campo de mantenimiento estaba bajo la tutela de las SS; pero prestaba servicios al cuerpo mecánico de la Werhmacht como un gran garaje en la mantención y recuperación de vehículos blindados.

#### Gueto de Vilna
Karl Plagge fue testigo de las atrocidades contra la población judía del Gueto de Vilna,  en agosto de 1943 tuvo lugar a una deportación de judíos siendo conducida a los bosques de Ponary para el exterminio. Para ese momento, las SS ya habían exterminado unas 40.000 personas judías de Vilna y se hacía planes para liquidar el remanente del Gueto o enviarlos a campos de trabajo forzado en Estonia.
Consecuentemente, Plagge resolvió utilizar su posición para salvar vidas judías, despidió la mano de obra polaca y bajo la premisa de hacer uso de mano de obra esclava barata reclutó a prisioneros judíos del Gueto.
Plague logró enlistar para su unidad a unos de mil judíos con la tarjeta de "trabajador esencial" (wesentlicheworker)  y enrolándolos a su campo para diferentes labores de mecánica aunque la mayoría no tenía instrucción alguna en esta especialidad (peluqueros, granjeros, carniceros etc.) sin nociones de mecánica básica.
Cada tarjeta wesentlicheworker permitía ingresar un trabajador varón, su mujer y hasta dos hijos a la unidad.  De este modo, unos 1250 judíos del Gueto fueron trasladados desde el Gueto a la unidad.
En el garage, Plague permitió condiciones de vida benignas a sus prisioneros permitiéndoseles intercambio o trueque entre sus guardianes y la población cautiva, comida caliente,  barracas y vestuario, bienes muy escasos en aquella época.
Sin embargo no pudo desembarazarse de las SS y ocasionalmente realizaban inspecciones y barridas, en una ocasión,  un batallón de las SS capturó y envío a casi la totalidad de los infantes de la unidad de Plagge con destino a los bosques de Estonia. 
En agosto de 1943 Plagge fue advertido de la próxima liquidación del Gueto de Vilna y se apresuró a reubicar su unidad de recuperación mecánica hacía la periferia de la ciudad protegiendo a sus trabajadores de los intentos de las SS por llevárselos.  En septiembre de 1943 se produjo la liquidación final del resto del Gueto de Vilna y los judíos remanente fueron masacrados en los bosques de Ponary.
El 2 de julio de 1944, Plagge fue avisado que su unidad debería desplazarse debido al avance soviético y que debía deshacerse de sus judíos, Plagge advirtió en un discurso frente a sus trabajadores y un representante de las SS que ellos no podían irse con los alemanes y que su amparo llegaba hasta este punto por lo que serían reubicados o reinstalados, los trabajadores entendieron lo que implicaba dicho mensaje y la mitad de ellos decidieron esconderse,  unos 250 lograron evadirse del campo bajo la complicidad de Plagge.
Escuadrones SS aparecieron al día siguiente, se llevaron y fusilaron a unos 500 judíos en Ponary. En redadas posteriores, la mitad de los evadidos fueron capturados, sin embargo unos 250 judíos lograron salvar la vida. En total los escuadrones SS liquidaron unos mil trabajadores de la unidad; pero se lograron salvar los 250 ya mencionados que constituyeron el mayor número de sobrevivientes de la liquidación de Gueto de Vilna.

### Vida final y reconocimientos
Plagge regresó a Alemania y cuando el régimen nazi sucumbió, él se sometió al proceso de desnazificación, de todos modos fue sometido a proceso por su presunta participación en la liquidación del Gueto de Vilna y lo relacionado con la masacre de Ponary.  Plagge fue apoyado por testimonios de judíos sobrevivientes que atestiguaron a su favor y Karl Plagge fue dejado en libertad sin cargos.
Plagge vivió en su ciudad natal de Darmstadt trabajando para la firma Hessen GmbH sumiéndose en el olvido hasta su muerte en 1957 a los 60 años de edad, víctima de un cáncer cerebral.

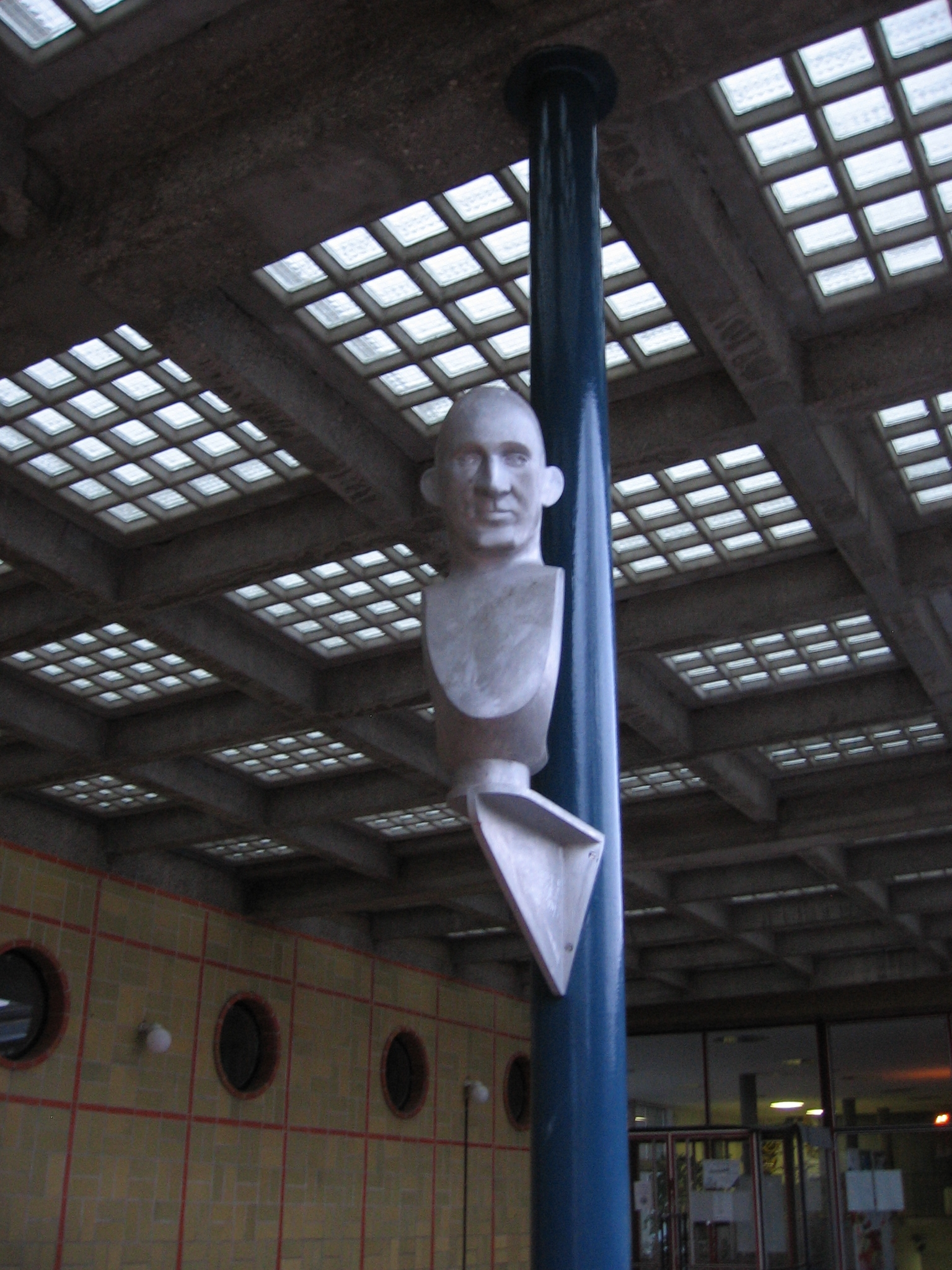
Busto de Karl Plagge en el Gimnasium de Darmstad

En el año 2005, el memorial del Holocausto Yad Vashem  le otorgó el título Justo entre las Naciones en reconocimiento a la ayuda que pudo brindar al pueblo judío.
En el Gimnasium Ludwig-Georgs de Darmstadt se colocó un busto con su figura.